# جون غراي (سياسي كندي)
جون غراي هو سياسي كندي، ولد في 5 يناير 1837 في كندا، وتوفي في 14 فبراير 1917 في تورونتو في كندا. حزبياً، نشط في حزب أونتاريو المحافظ التقدمي. وقد انتخب عضو برلمان مقاطعة أونتاريو عن دائرة يورك الغربية ‏ (1883 – 1886).